# كريستينا كوفاك
كريستينا كوفاك (بالصربية: Kristina Kovač)‏ هي مغنية وملحنة وكاتبة غنائية وكاتِبة صربية، ولدت في 10 نوفمبر 1974 في بلغراد في صربيا.

## وصلات خارجية
- كريستينا كوفاك على موقع IMDb (الإنجليزية)
- كريستينا كوفاك على موقع ميوزك برينز (الإنجليزية)
- كريستينا كوفاك على موقع ديسكوغز (الإنجليزية)